# Sportident

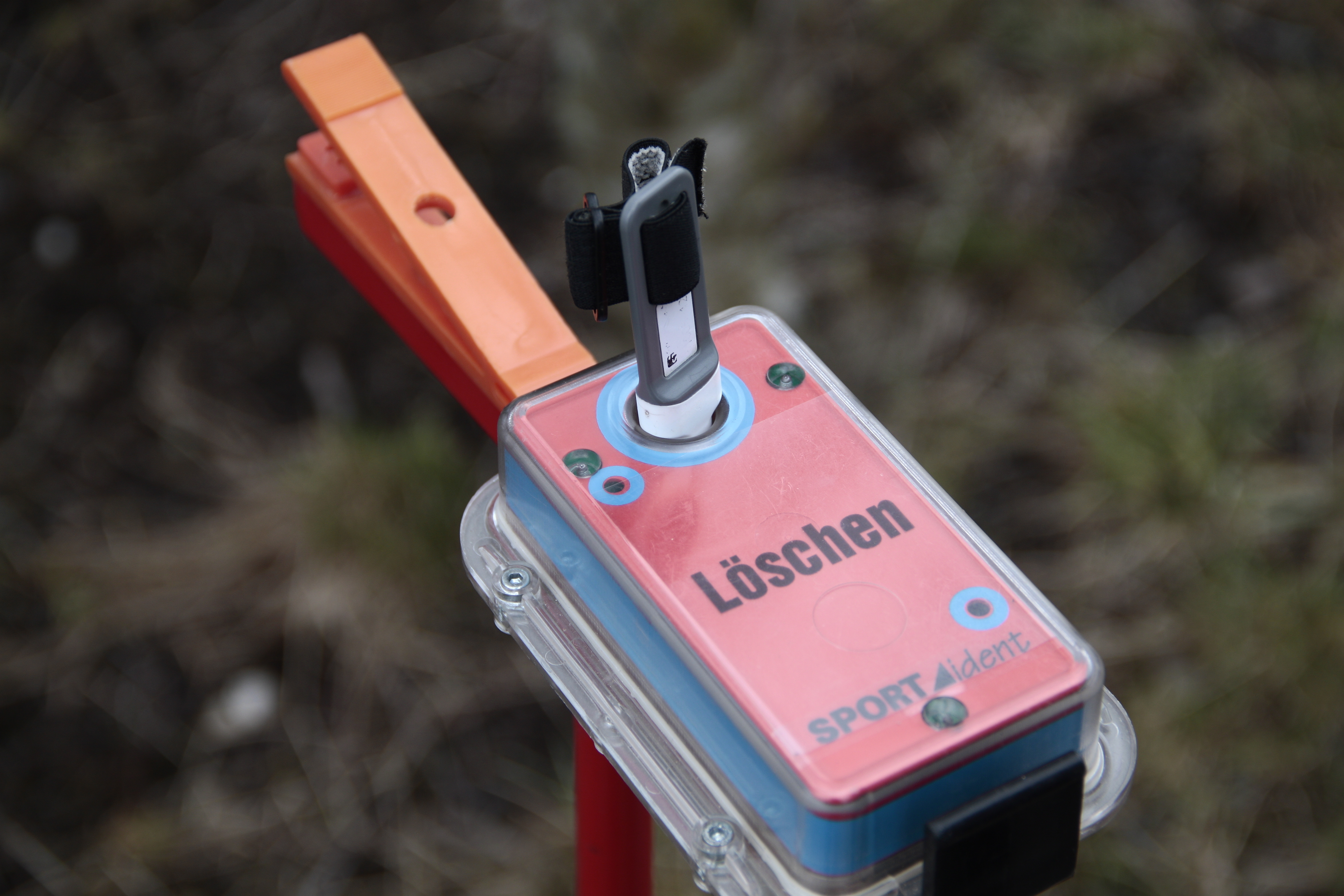
Sportident-enhet med löparbricka i.

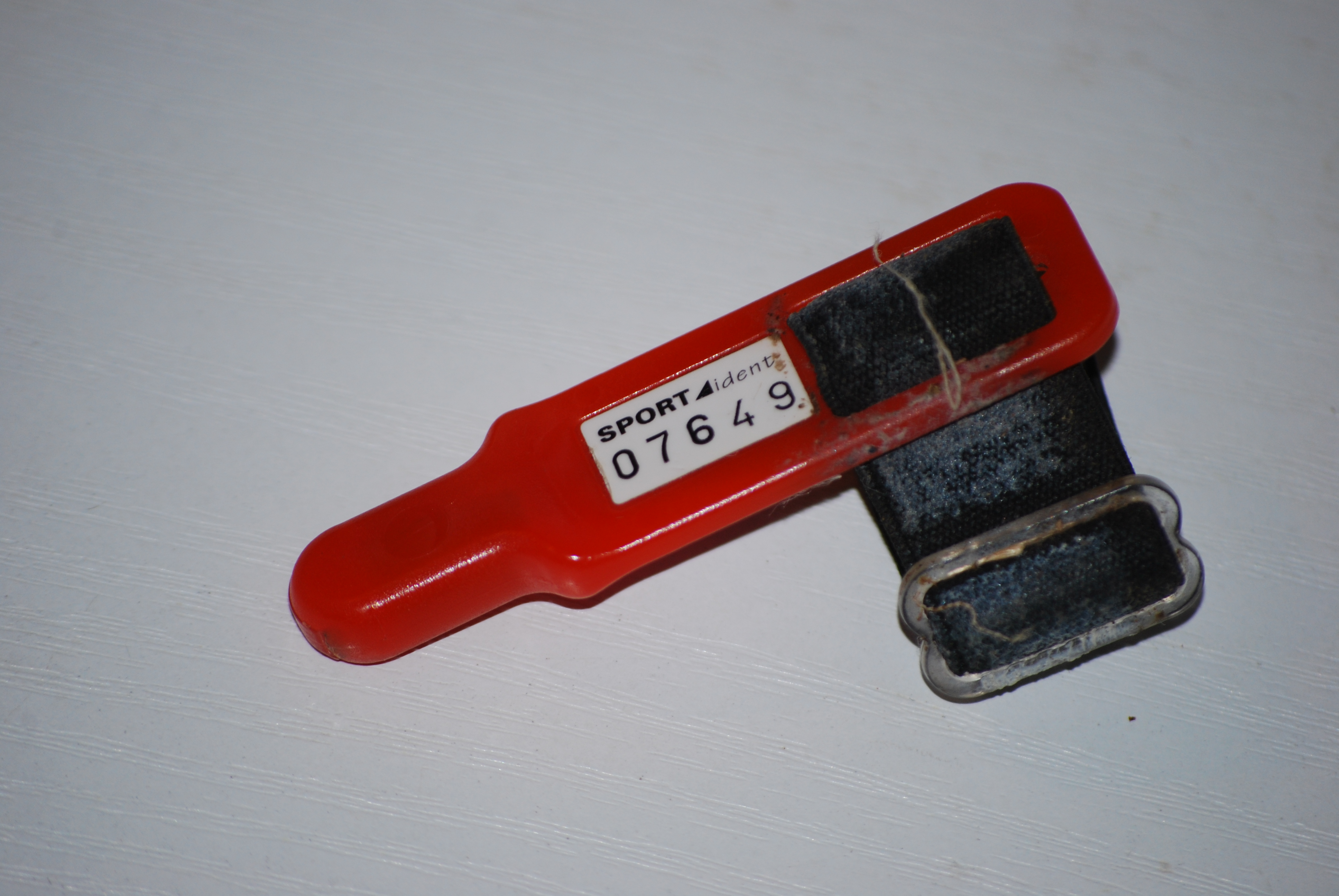
Löparbricka (generation 5).

Sportident AB är ett företag som tillverkar elektroniska tidtagnings- och stämplingssystem för olika typer av sportarrangemang, så som tävlingar i orientering, för tidtagning och för att registrera att den tävlande har passerat samtliga kontroller.
Företaget grundades år 1998. Sportidents system är det stämplingssystem som i Sverige används mest inom orientering . Vid varje kontroll sitter en basenhet, och varje löpare har en egen löparbricka (kallas även pinne eller SI card) som används för att "stämpla" enheten. Efter målgång stämplas löparbrickan i en enhet kopplad till en dator så informationen i pinnen förs vidare till datorn och det framkommer vilka kontroller som tagits, i vilken ordning de har tagits, totaltid, tid mellan kontrollerna (sträcktider), med mer.
Sportidents brickor och basenheter är, liksom Emits, godkända av Internationella orienteringsförbundet som stämplingssystem vid internationella mästerskapstävlingar. Sportident användes under VM i orientering 2015.

## Löparbrickor
Det finns 8 st olika generationer av Sportident-löparbrickor, varav 2 st har slutat säljas.
| Funktioner               | ComCard               | SIAC                                    | SI-card 11            | SI-card 10            | SI-card 9             | SI-card 8             | SI-card 6                 | SI-card 5      |
| ------------------------ | --------------------- | --------------------------------------- | --------------------- | --------------------- | --------------------- | --------------------- | ------------------------- | -------------- |
| Nummerserie              | 7 000 001 - 7 999 999 | 8 000 001 - 8 999 999                   | 9 000 001 - 9 999 999 | 7 000 001 - 7 999 999 | 1 000 001 - 1 999 999 | 2 000 001 - 2 999 999 | 500 001 - 999 999         | 1 - 499 999    |
| Stämplingshastighet      | 60 ms                 | 60 ms                                   | 60 ms                 | 60 ms                 | 115 ms                | 115 ms                | 130 ms                    | 330 ms         |
| Minne (antal kontroller) | 128                   | 128                                     | 128                   | 128                   | 50                    | 30                    | 64                        | 30+6           |
| Övrigt                   | Inbyggd i kompass     | 4 olika färger, blinkar, piper, trådlös | Blinkar, silverfärgad | 5 olika färger        | 9 olika färger        | 2 olika färger        | 7 olika färger, Säljstopp | Röd, Säljstopp |

SIAC (SportIdent ActiveCard) är en utveckling av de tidigare löparbrickorna genom att de är trådlösa, alltså behöver man inte stämpla i kontrollen utan löparen kan istället bara vara nära kontrollen för att den ska registreras. SIAC har, precis som SI-card 11 en blinkande lampa på löparbrickan men även ett pip-ljud när man har passerat en basenhet.
En annan utveckling från Sportident som släpptes under 2015 är ComCard, som är en kombination av en löparbricka samt en kompass som orienterare ändå har med sig i skogen.